# Ralph Firman
Ralph David Firman Jr., (născut la data de 20 mai 1975, în Norwich, Norfolk, Marea Britanie) este un pilot de curse care a concurat în Campionatul Mondial de Formula 1 în sezonul 2003.

## Cariera în Formula 1
| Sezon | Echipă      | Număr puncte | Loc clasament general |
| ----- | ----------- | ------------ | --------------------- |
| 2003  | Jordan Ford | 1            | 19                    |